# Autoprotolízis
Az autoprotolízis azon kémiai folyamatok összessége, amelyekben azonos molekulák között hidrogénion (H+) átadás történik.
Jellemző példa erre a víz autoprotolízise: H2O + H2O ⇌ H3O+ + OH−. Ez a reakció vegytiszta vízben, szobahőmérsékleten már számottevő mennyiségben zajlik le úgy, hogy például 25 °C-on az oxóniumion és a hidroxidion egyensúlyi koncentrációja: [H3O+] = [OH−] = 10−7 mol/dm³. Továbbá ez a reakció a pH definíciójának egyik alapja is.

## IUPAC meghatározás
Az autoprotolízis fogalma az IUPAC meghatározása szerint: két azonos molekula közötti protonátadással járó reakció, mely folyamat során az egyik résztvevő molekula Brønsted-savként, a másik pedig Brønsted-bázisként viselkedik.

## Példák
Még néhány példa az autoprotolízisre :
- NH3(l) + NH3(l) ⇌ NH+4(l) + NH−2(l)
- HNO3 + HNO3 ⇌ H2NO+3 + NO−3
- H2SO4 + H2SO4 ⇌ H3SO+4 + HSO−4
- CH3CH2OH + CH3CH2OH ⇌ CH3CH2OH+2 + CH3CH2O−

## Lásd még
- sav
- bázis
- Sav-bázis elméletek
- en:Self-ionization of water (angolul)